# Bangui
Bangui (pronunciación en francés: /bɑ̃ɡi/) es la capital y la ciudad más grande de la República Centroafricana. Fue fundada por los franceses en 1889 como 'Bongai', está situada en la orilla norte del río Ubangi. Se convirtió en ciudad durante su período como parte de África Ecuatorial Francesa y en capital del país tras su independencia en 1958. Se estima que tenía una población de 790 000 habitantes en el 2014.
La ciudad forma una comuna autónoma (commune autonome) de la República Centroafricana, que está rodeada por la prefectura de Ombella-M'Poko. La comuna tiene una superficie de 67 kilómetros cuadrados y es la división administrativa de alto nivel más pequeña del país, pero la más grande en términos de población. La ciudad se compone de 8 distritos urbanos (arrondissements), 16 grupos (‘groupements’) y 205 barrios (quartiers).
Como capital de la República Centroafricana, Bangui sirve como centro administrativo, comercial y de negocios. Es servida por el Aeropuerto Internacional Bangui M'Poko. La Asamblea Nacional, los edificios gubernamentales, bancos, empresas extranjeras, embajadas, hospitales, hoteles, mercados principales y la prisión central de Ngaragba están ubicados en la ciudad.
Posee un puerto fluvial que incluye un muelle de 400 metros de largo y un puerto petrolero río abajo.
Las principales industrias son la exportación de madera, café, algodón, caucho, la fabricación de textiles, productos alimenticios, cerveza, zapatos y jabón. La catedral de Notre-Dame es la sede de la archidiócesis católica de Bangui. La ciudad es también la sede de la Universidad de Bangui, fundada en 1970.
Bangui ha sido escenario de una intensa actividad y destrucción rebelde durante las décadas de agitación política, incluyendo la rebelión actual. Debido a la inestabilidad política, la ciudad fue nombrada en 1996 como una de las ciudades más peligrosas del mundo.

## Origen del nombre
La zona posee restos arqueológicos que datan del siglo IV a. C., pero no hubo un establecimiento permanente hasta que los exploradores franceses Dolisie y Uzac fundaron un fuerte en el norte del entonces Congo francés, a casi diez kilómetros de los rápidos del río Ubangi, de los cuales tomó su nombre ya que bongai, en lengua ubangui, significa "rápidos".

## Historia
La ciudad fue fundada por Albert Dolisie y Alfred Uzac el  26 de junio de 1889 en lo que entonces era la colonia francesa de Haut-Oubangui ('Ubangi Superior'), más tarde Ubangui-Chari y que formó parte del África Ecuatorial Francesa. La ciudad creció en torno al puesto militar francés en el río Ubangui, como  como centro de administración en la época colonial y centro administrativo de la República Centroafricana.
En marzo de 1981 tuvo lugar una violencia generalizada en Bangui seguido las elecciones, después de una operación para deponer a Jean-Bédel Bokassa en 1979 y sustituirlo por David Dacko. Los opositores del impopular Dacko sitiaron a la ciudad de Bangui y obligaron a exiliarse. Entonces André Kolingba formó el Comité Militaire pour le Redressement National.
En octubre de 1985, una conferencia de los funcionarios de salud pública incluidos los representantes de los Centros para el Control y la Prevención de Enfermedades de los Estados Unidos y de la Organización Mundial de la Salud se reunieron en la ciudad de Bangui y definieron el sida en África como "fiebres prolongadas durante un mes o más, pérdida de peso de más del 10% y diarrea prolongada". Cerca de la mitad de los casos de sida en África sobre la base de la definición de Bangui son VIH positivos.
Un avión Jaguar francés se estrelló en Bangui en marzo de 1986, matando a 35 personas y conduciendo a un resurgimiento del sentimiento antifrancés. André Kolingba, sin embargo, sigue permitiendo a los franceses mantener bases militares en la República Centroafricana.
En mayo de 1996, unos 200 soldados de la República Centroafricana se amotinaron en la ciudad de Bangui, exigiendo los atrasos salariales y la abdicación de Ange-Félix Patassé. Tropas francesas estacionadas en el país reprimieron la sublevación y restablecieron el poder dictatorial. Los renegados, sin embargo, saquearon y mataron a más de 50 personas.
Después de ser elegido presidente Patassé anunció un gobierno de unidad nacional a principios de 1997, las tropas rebeldes se negaron a renunciar a una base militar en la ciudad de Bangui y en junio de ese mismo año estallaron nuevos combates.

### Rebelión de 2013
A fines de 2012 la coalición Séléka se rebeló contra el gobierno autocrático y conquistó la ciudad. Después de capturar Bria, Sibut y otras ciudades importantes, estuvieron cerca de controlar Damara, la última ciudad estratégica antes de Bangui. Francia y los Estados Unidos rehusaron apoyar al presidente y los países vecinos reforzaron la Fuerza Multinacional Centroafricana (Fomac).
En enero de 2013, los rebeldes detuvieron sus incursiones, esperanzados en buscar una negociación. Después de un cese al fuego y un acuerdo de poderes compartidos, Séléka y el presidente François Bozizé acordaron aceptar las demandas de los rebeldes de liberar prisioneros rebeldes y expulsar las tropas extranjeras del país. El acuerdo permitió a Bozizé completar su período en la presidencia e incluir a miembros de Séléka en un nuevo gobierno. También se acordó que se realizarían nuevas elecciones en 2016. El acuerdo no se alcanzó y los rebeldes capturaron Bangui el 23 de marzo de 2013, forzando a Bozizé a abandonar la capital.
A principios de enero de 2014, "unas 500.000 personas habían huido de sus hogares" en Bangui, "casi la mitad de la población de la ciudad". El 13 de enero de 2021, alrededor de 200 rebeldes atacaron Bangui y mataron a un pacificador antes de ser repelidos.

## Geografía

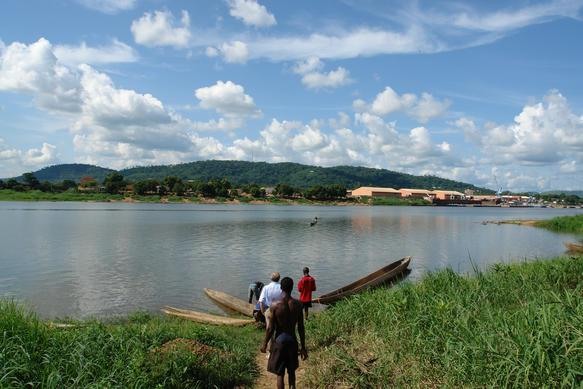
El río Ubangui cerca de Bangui.

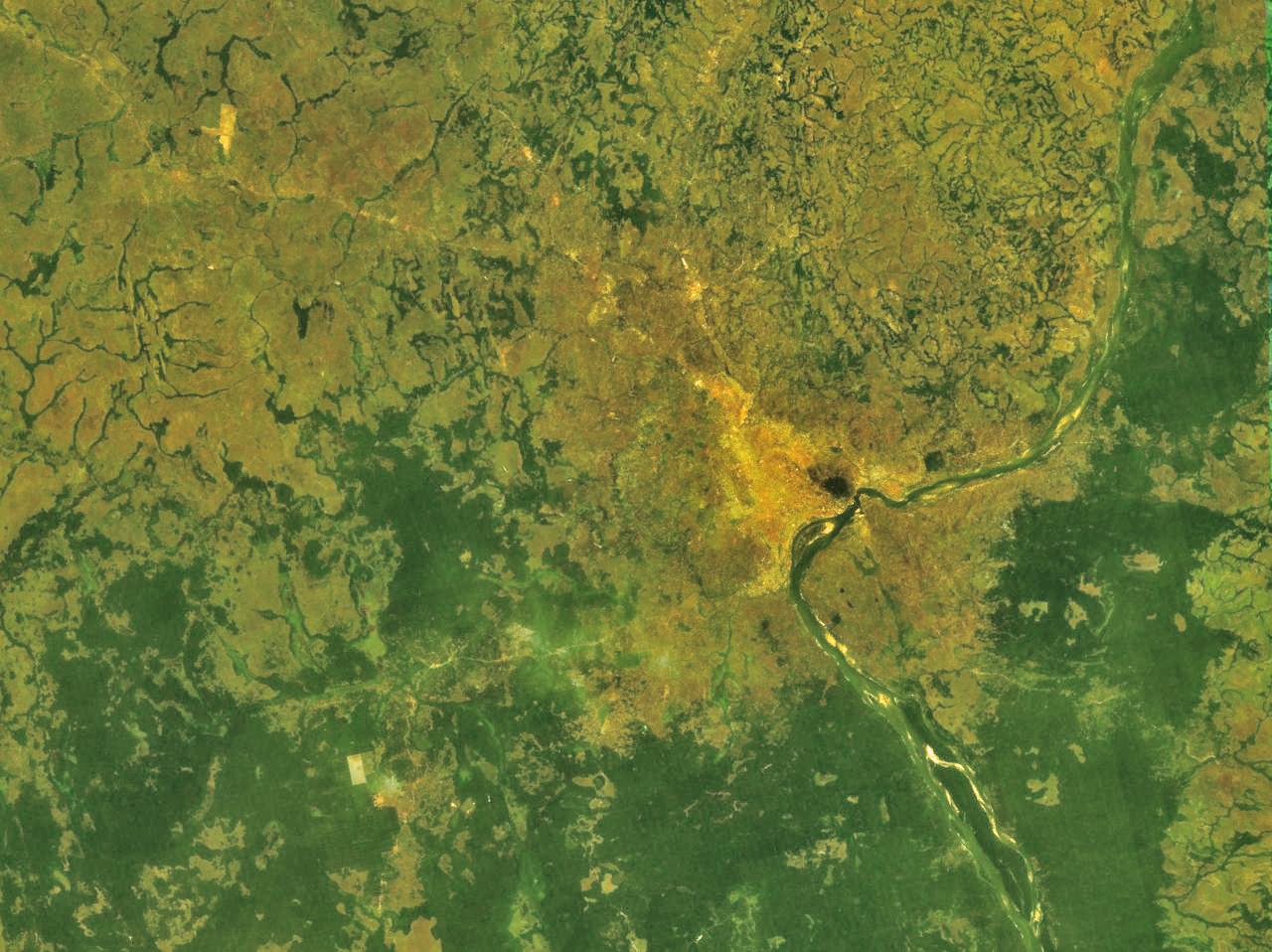
Bangui vista desde el espacio.

Bangui se encuentra situada cerca de la frontera sur del país, en la ribera norte del río Ubangui justo debajo de una serie de rápidos que limitan la navegación comercial más importante río arriba. Se trata de la única gran ciudad situada en el río, y cubre una superficie de 67 km². El río Ubangui, que es navegable, gira al sur a continuación y conecta la ciudad de Bangui con el río Congo justo al sur del ecuador, cerca de Brazzaville, siendo su principal afluente desde el norte. El río marca la frontera entre la República Centroafricana y la República Democrática del Congo. La ciudad congoleña de Zongo está situada en la orilla opuesta del río, enfrente de Bangui. El río pasa por el este del centro de la ciudad. La cantidad de agua que llega al río es tres veces superior durante la estación de lluvias que durante el resto del año. La ciudad también era conocida como La Coquette (la bonita) en los años 1970.
Cerca del río, en el centro de la ciudad se encuentra un gran arco de triunfo dedicado a Bokassa, el Palacio Presidencial y el mercado central. Ubicada 5 km más al norte, el corazón de la zona residencial tiene el mercado más grande y concentra la mayor parte de la vida nocturna. Una colonia importante de expatriados nigeriano se ha alzado en el barrio conocido como New Ikoyi. La mayor parte de la población que vive en los suburbios lo hace en un tipo de casas llamadas kodros, construidas con ladrillos de barro y con tejados de paja.

### Clima
El clima de la ciudad es caluroso y húmedo; el promedio de la temperatura anual es de 25 °C, sin grandes oscilaciones durante el año. Las inundaciones son habituales al inicio de la estación lluviosa que va desde junio hasta noviembre. Las precipitaciones anuales son de unos 1554 mm.
| Parámetros climáticos promedio de Bangui                                        | Parámetros climáticos promedio de Bangui | Parámetros climáticos promedio de Bangui | Parámetros climáticos promedio de Bangui | Parámetros climáticos promedio de Bangui | Parámetros climáticos promedio de Bangui | Parámetros climáticos promedio de Bangui | Parámetros climáticos promedio de Bangui | Parámetros climáticos promedio de Bangui | Parámetros climáticos promedio de Bangui | Parámetros climáticos promedio de Bangui | Parámetros climáticos promedio de Bangui | Parámetros climáticos promedio de Bangui | Parámetros climáticos promedio de Bangui |
| Mes                                                                             | Ene.                                     | Feb.                                     | Mar.                                     | Abr.                                     | May.                                     | Jun.                                     | Jul.                                     | Ago.                                     | Sep.                                     | Oct.                                     | Nov.                                     | Dic.                                     | Anual                                    |
| ------------------------------------------------------------------------------- | ---------------------------------------- | ---------------------------------------- | ---------------------------------------- | ---------------------------------------- | ---------------------------------------- | ---------------------------------------- | ---------------------------------------- | ---------------------------------------- | ---------------------------------------- | ---------------------------------------- | ---------------------------------------- | ---------------------------------------- | ---------------------------------------- |
| Temp. máx. abs. (°C)                                                            | 37                                       | 38                                       | 38                                       | 37                                       | 36                                       | 35                                       | 34                                       | 34                                       | 34                                       | 34                                       | 34                                       | 36                                       | '                                        |
| Temp. máx. media (°C)                                                           | 32.8                                     | 34                                       | 33.2                                     | 32.7                                     | 31.9                                     | 30.8                                     | 29.7                                     | 29.9                                     | 30.7                                     | 30.8                                     | 31.2                                     | 32                                       | 31.6                                     |
| Temp. media (°C)                                                                | 26.1                                     | 27                                       | 27.1                                     | 27                                       | 26.5                                     | 25.9                                     | 24.9                                     | 25.1                                     | 25.4                                     | 25.5                                     | 25.5                                     | 25.4                                     | 26                                       |
| Temp. mín. media (°C)                                                           | 19.5                                     | 20.1                                     | 21.1                                     | 21.3                                     | 21.2                                     | 21                                       | 20.1                                     | 20.3                                     | 20.2                                     | 20.3                                     | 19.9                                     | 18.8                                     | 20.3                                     |
| Temp. mín. abs. (°C)                                                            | 14                                       | 14                                       | 18                                       | 18                                       | 18                                       | 18                                       | 18                                       | 17                                       | 18                                       | 18                                       | 17                                       | 14                                       | '                                        |
| Precipitación total (mm)                                                        | 25                                       | 43                                       | 127                                      | 135                                      | 188                                      | 114                                      | 226                                      | 206                                      | 150                                      | 201                                      | 125                                      | 5                                        | 1545                                     |
| Días de lluvias (≥ 1 mm)                                                        | 3                                        | 5                                        | 11                                       | 10                                       | 15                                       | 12                                       | 17                                       | 19                                       | 16                                       | 19                                       | 11                                       | 2                                        | 140                                      |
| Horas de sol                                                                    | 217                                      | 196                                      | 186                                      | 180                                      | 186                                      | 180                                      | 124                                      | 124                                      | 150                                      | 155                                      | 180                                      | 217                                      | 2095                                     |
| Humedad relativa (%)                                                            | 70.5                                     | 69.5                                     | 74                                       | 75.5                                     | 79                                       | 81                                       | 83.5                                     | 84                                       | 81.5                                     | 80                                       | 78.5                                     | 69.5                                     | 77.2                                     |
| Fuente n.º 1: Climate-Data.org, altitud: 350m                                   |                                          |                                          |                                          |                                          |                                          |                                          |                                          |                                          |                                          |                                          |                                          |                                          |                                          |
| Fuente n.º 2: BBC Weather para los registros de precipitaciones, humedad y sol. |                                          |                                          |                                          |                                          |                                          |                                          |                                          |                                          |                                          |                                          |                                          |                                          |                                          |

## Administración
Bangui es una comuna autónoma, que no pertenece a ninguna de las 16 prefecturas o prefecturas económicas. Adiministrativamente se divide en ocho distritos o arrondissements, que a su vez se dividen en barrios.

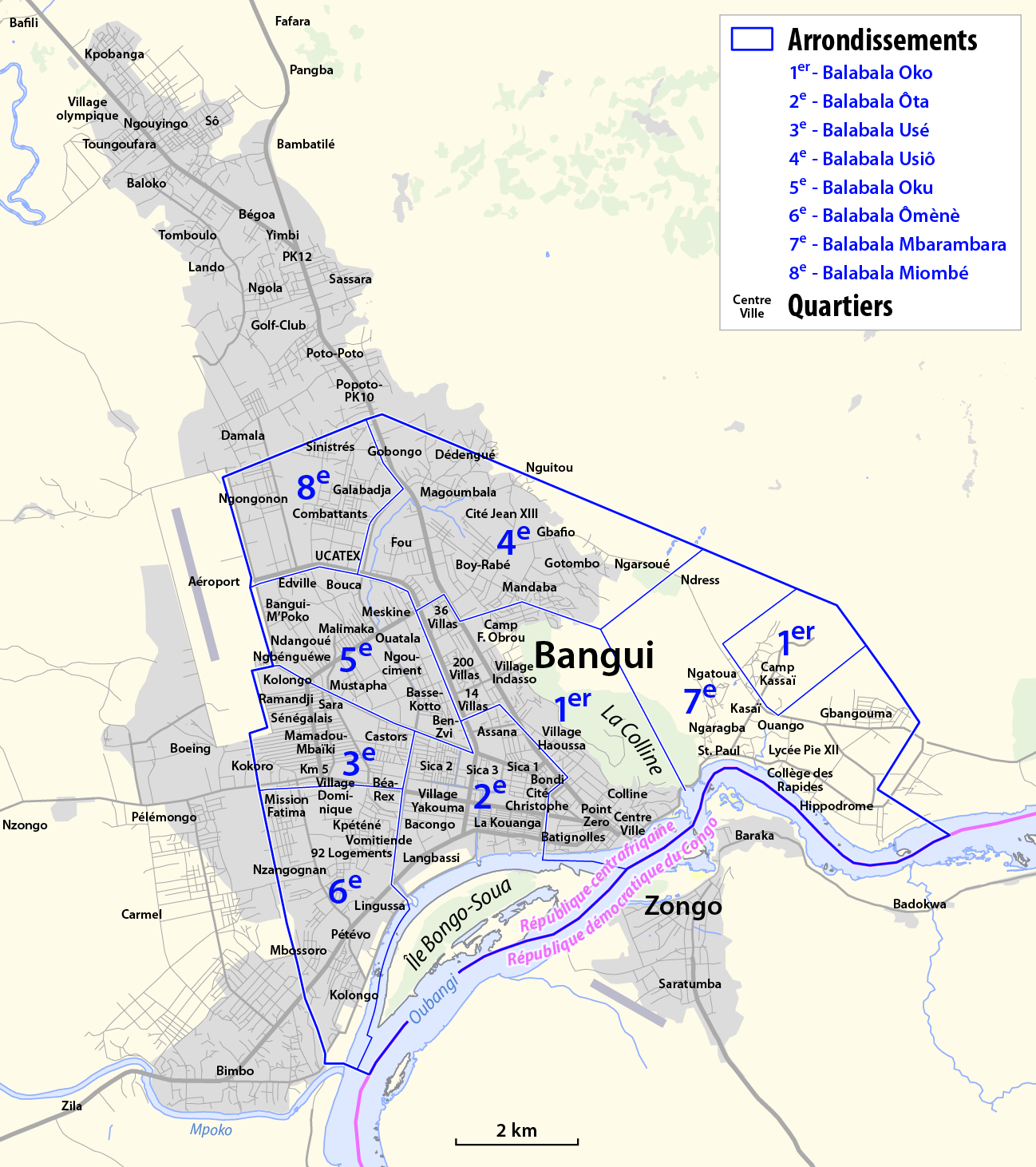
Mapa de los barrios y distritos de Bangui

| Distrito N.º | Nombre              | Superficie km² | Población 8 de diciembre de 2003 | Coordenadas                              |
| ------------ | ------------------- | -------------- | -------------------------------- | ---------------------------------------- |
| 1.º          | Balabala Oko        | ...            | 11 833                           | 4°21′45″N 18°34′58″E / 4.36250, 18.58278 |
| 2.º          | Balabala Ôta        | ...            | 65 391                           | 4°22′6″N 18°33′34″E / 4.36833, 18.55944  |
| 3.º          | Balabala Usé        | ...            | 98 398                           | 4°22′30″N 18°32′37″E / 4.37500, 18.54361 |
| 4.º          | Balabala Usiô       | ...            | 99 643                           | 4°24′14″N 18°33′53″E / 4.40389, 18.56472 |
| 5.º          | Balabala Oku        | ...            | 135 141                          | 4°23′32″N 18°32′53″E / 4.39222, 18.54806 |
| 6.º          | Balabala Ômènè      | ...            | 85 320                           | 4°32′31″N 18°32′35″E / 4.54194, 18.54306 |
| 7.º          | Balabala Mbarambara | ...            | 46 708                           | 4°22′32″N 18°36′12″E / 4.37556, 18.60333 |
| 8.º          | Balabala Miombé     | ...            | 80 337                           | 4°24′38″N 18°32′19″E / 4.41056, 18.53861 |

## Demografía
Tras la independencia de la República Centroafricana en 1960 comenzaron las actividades de desarrollo y de urbanización en Bangui. Esto se evidencia en el crecimiento de la población de 279 800 habitantes en 1975 a 427 435 en 1988 y de 524 000 en 1994 a 652 000 en 2001. Además de las minorías étnicas del país, la ciudad es también el hogar de un grupo minoritario de comerciantes portugueses, griegos, yemeníes y de una pequeña comunidad francesa. La comunidad residente en Bangui incluye comerciantes de diamantes de África occidental, Chad y de muchos países africanos, además de refugiados de la República Democrática del Congo y Nigeria.
Los idiomas oficiales del país son el francés y sango, esta última es la lengua hablada por el 90% de su población (originalmente un lenguaje hablado en la región del río Ubangi). Algunas de las otras lenguas que se hablan son baya (gbaya), banda, ngbaka, sara, mbum, kare y kandjia. El sango fue simplificado por los misioneros cristianos y es ampliamente utilizado en la actualidad.

## Economía

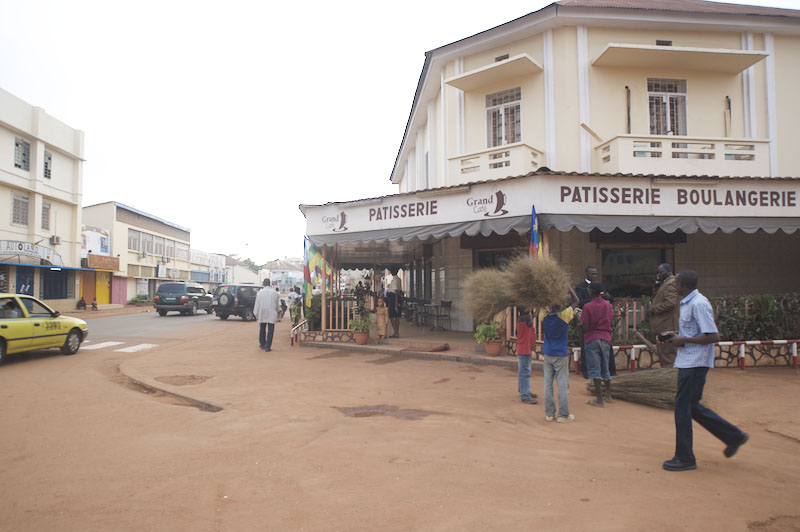
Una panadería francesa en Bangui.

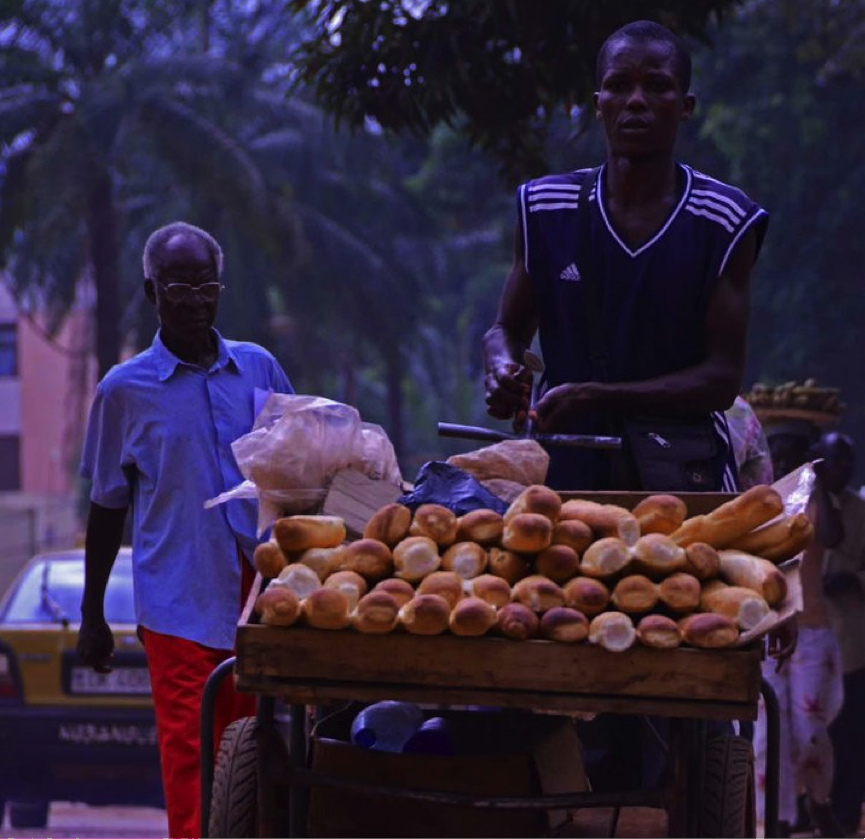
Vendedores locales

Bangui sirve como centro administrativo, comercial y de negocios en la República Centroafricana. Durante la Segunda Guerra Mundial, el país prosperó notablemente ya que las exportaciones de caucho, algodón, café, uranio y diamantes aumentaron. Después de la guerra, el empleo de la población local en el desarrollo y administración de la infraestructura del país, aumentó el comercio y frenó el movimiento nacional por la independencia.
Durante la administración de David Dacko como presidente, desde 1960 hasta 1966, la producción de diamantes aumentó significativamente. Esto sucedió porque terminó con el monopolio de las empresas concesionarias francesas y se aprobó una ley para permitir que cualquier ciudadano centroafricano pudiera excavar en busca de diamantes. Dacko estableció una fábrica de talla de diamantes en Bangui, que hizo de los diamantes el producto de exportación más importante del país. Promovió una rápida “centroafricanización” de la administración de la RCA, que fue acompañada por un aumento de la corrupción y de la ineficiencia, y aumentó el número de funcionarios, que incrementaron el gasto salarial en el presupuesto nacional. Las dificultades para asegurar ingresos suficientes para pagar a la masa burocrática, a menudo ineficiente y corrupta ha supuesto un grave problema para la RCA desde entonces.
Jean-Bédel Bokassa tomó el poder en un golpe militar en 1966.
Concurrentemente, Bangui también se convirtió en el centro clave para la actividad social y cultural de la región, cuando las nuevas instituciones llegaron a establecerse a la ciudad. Sin embargo, la agitación política en el país, la corrupción rampante y el gobierno dictatorial del presidente Bokassa centrado en la ciudad, trajo una recesión económica en la década de 1970, debido a la caída de los precios internacionales de sus principales productos de exportación. Esto provocó el empobrecimiento de la población y conflictos graves, aún más agravados por la afluencia de refugiados de los países vecinos.
Bangui recibió su primera sucursal bancaria en 1946, cuando el Banco de África Occidental (BAO) estableció una sucursal allí. Los vendedores árabes han dominado la ciudad e históricamente fue un importante mercado para el comercio de marfil. Los productos manufacturados en Bangui incluye textiles, productos alimenticios, cerveza, zapatos y jabón. Los principales productos de exportación son el algodón, caucho, madera, café y el sisal. Debido a las luchas en curso, el desempleo ronda el 23% en la ciudad a partir de 2001.

## Salud
Un Hospital General se encuentra en el lado oriental de la ciudad. Existen centros de salud en Bangui, pero las instalaciones son pobres y por lo tanto se prevé una atención mínima. Las personas más ricas de Bangui van a clínicas privadas. El riesgo de contraer el sida en la ciudad es alto y muchos conductores de camiones que paran en la ciudad por servicios sexuales suponen un riesgo importante para la propagación de la enfermedad a otras partes del país. El riesgo de contraer la malaria en Bangui y los campamentos pigmeos también es mucho mayor que en el resto del país.
Una conferencia de funcionarios de salud pública, incluyendo representantes de Centro para el Control de Enfermedades (CDC) y la Organización Mundial de la Salud (OMS) se celebró en Bangui en octubre de 1985. La conferencia desarrolló una definición del diagnóstico del sida, que llegó a ser conocida como la definición de Bangui para el sida. La conferencia definió los síntomas del sida en África como "fiebre prolongada durante un mes o más, pérdida de peso de más del 10% y diarrea prolongada". La definición de Bangui resultó ser problemática, ya que la supresión inmune también puede ser causada por la desnutrición.

## Cultura
La poligamia es una práctica aceptada por los hombres, pero no promovida entre las mujeres. Cuando alguien fallece, un representante suyo o de su localidad siempre asiste al funeral. «Esta persona tiene la tarea de indicar al fallecido el camino de vuelta a casa ya que el fallecido podría vengarse y demostrar el poder de la familia». El representante que asiste al funeral lleva un poco de polvo de la tumba al poblado, y se lo entrega al curandero del poblado que podrá determinar el motivo de su muerte.
La mayoría de las fiestas en Bangui son celebraciones relacionadas con el cristianismo o el islam y son las mismas que en otras partes del mundo. Las fiestas nacionales incluyen el día de la independencia, el aniversario de Boganda y de otros héroes nacionales.

## Religión
No hay una religión estatal en el país. Los grupos religiosos mayoritarios en el centro urbano de Bangui, según el número de fieles son los cristianos, que es el grupo mayoritario (con un número igual de católicos y protestantes), animistas que siguen creencias antiguas, y los musulmanes. La Catedral de Nuestra Señora de la Inmaculada Concepción es la catedral metropolitana y la sede de la archidiócesis de Bangui. La archidiócesis de Bangui controla las iglesias de África del Este y central y fue fundada como Prefectura apostólica por Oubangui Chari el 8 de mayo de 1909. El papa Juan Pablo II visitó la ciudad en agosto de 1985. En noviembre de 2015 el papa Francisco visitó la ciudad abriendo con preeminencia la puerta santa de la catedral dando inicio así al Jubileo de la Misericordia en África, antes que en el resto del mundo.

## Transportes
Bangui es el centro de conexión en materia de transportes de la República Centroafricana, existiendo ocho carreteras con origen en el Palacio de la República que conectan a la ciudad con las principales ciudades del país, además de unirla a Camerún, Chad y Sudán del Sur; de ellas, sólo las de peaje están pavimentadas, lo que hace que durante la temporada de lluvias que abarca de julio a octubre, algunas de ellas sean intransitables.
A través del puerto fluvial en las orillas del río Ubangui hay un servicio de transbordadores que une la ciudad con Brazzaville y Zongo, ambas en la República Democrática del Congo. Con una longitud de 350 metros y 24 000 metros cuadrados, el puerto es la principal entrada del comercio internacional del país, con una capacidad de carga de 350 000 toneladas.
El Aeropuerto Internacional de Bangui M'Poko está ubicado a 7 kilómetros al norte de la ciudad, y cuenta con conexiones a otros puntos de África central y a París.